# Sanda Orleanu Jar
Sanda Orleanu Jar (n.  ?) a fost o primă balerină a Operei de Stat din București, distinsă cu titlul de artist emerit.

## Distincții
- titlul de Artist Emerit al Republicii Populare Române (28 aprilie 1951)[1]